# 凌雲寺 (香港)

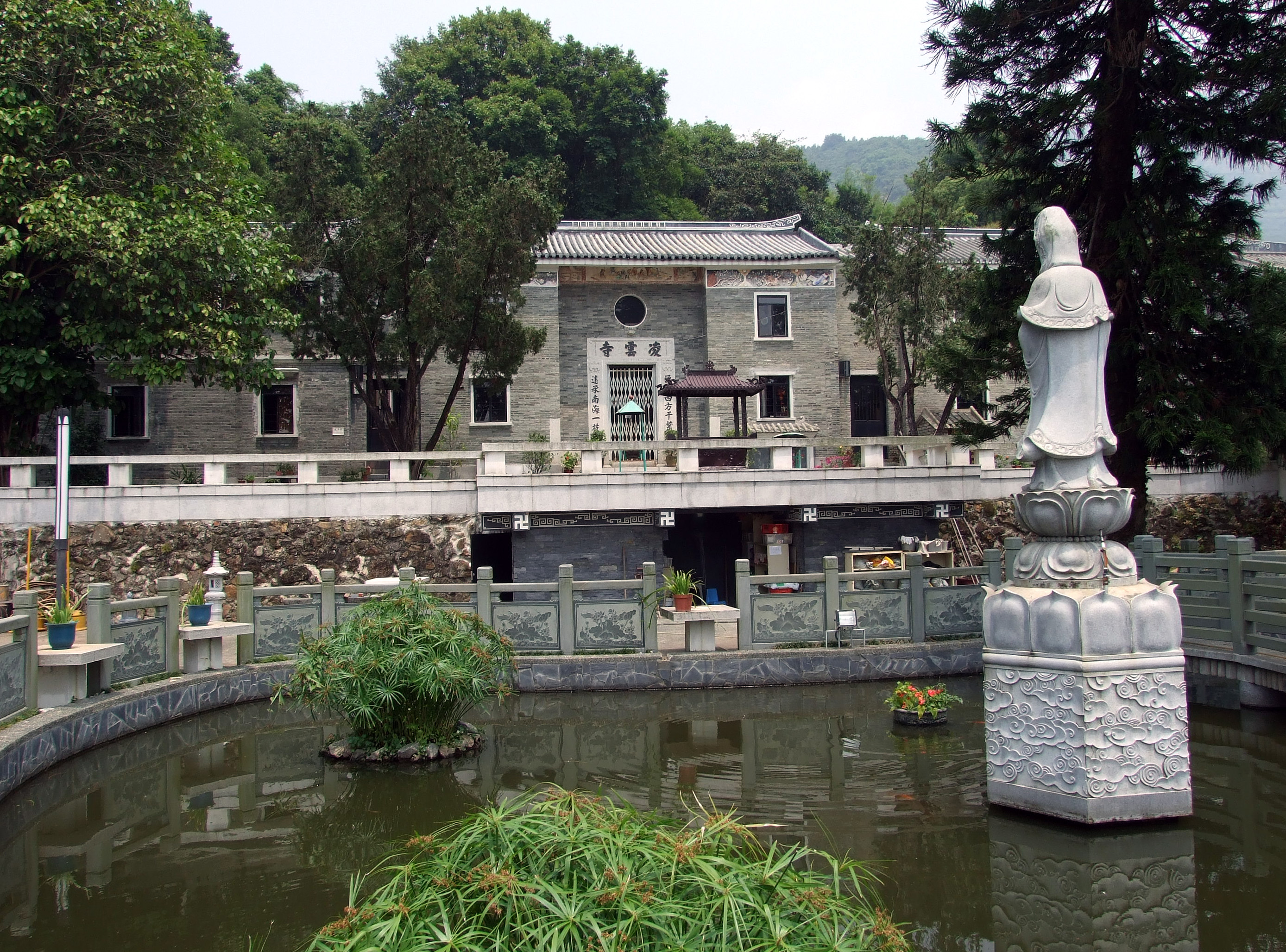
凌雲寺

凌雲寺（英語：Ling Wan Monastery）位於香港元朗錦田八鄉近石崗觀音山西北山麓，初建於明朝宣德年間，為錦田鄧氏開基祖鄧洪儀長子鄧欽為其繼母黃氏建立，名為「凌雲靜室」，是香港三大古剎之一，與靈渡寺和青山禪院齊名，亦是香港唯一的女眾叢林佛學院。

## 歷史
清朝道光二年（1822年）滌塵法師重修「凌雲靜室」，更名為「凌雲寺」。釋圓光和釋淨園相繼出任住持。因後繼乏人，致使門庭破落，凌雲寺歸鄉紳鄧伯裘管理，並將之闢作休憩場所。
1901年，妙參法師應黃慧清居士等之邀請來香港，遊至觀音山，見寺門已荒涼，於是會同徒眾稍事修葺，並勸使鄧伯裘改奉佛教，更使鄉人捐出寺院土地，又募捐重修寺門，於寺側建禪堂大樓，於山門前開鑿蓮花塘，並圍籬建牆，至1924年春才完工。
妙參法師發願辨女衆叢林，將凌雲寺化爲十方道埸，在她主持下，依照鎮江金山寺的律儀，除晨、昏二課外，並聚衆於禪堂坐香談禪，餘下時間則念佛靜修，寺內經常開講經教，1918年更集衆傳戒，開香港傳戒之先河。直至1932年，妙能法師的法徒智修、喜修兩名比丘尼在寺旁成立戒堂，接受寶華山的戒法，建凌雲寺爲律寺，更成立凌雲佛學研究社，於1934年春季開學授課。

## 交通
於大埔或元朗乘搭九巴64K線，並於同名巴士站下車。此外，該線西行站為巴士必停站。
此外還可搭乘來往大埔至元朗紅色小巴，同樣「凌雲寺」下車即可。